# (8926) Abemasanao
(8926) Abemasanao (1996 YK) – planetoida z pasa głównego asteroid okrążająca Słońce w ciągu 5,87 lat w średniej odległości 3,25 au. Odkryta 20 grudnia 1996 roku.